# یوهان بویر
یوهان بویر (انگلیسی: Johan Bojer;‏ ۶ مارس ۱۸۷۲ – ۳ ژوئیهٔ ۱۹۵۹) نویسنده، و نمایشنامه‌نویس اهل نروژ بود. رمان‌های او دربارهٔ زندگی کشاورزان فقیر و ماهیگیران، هم در نروژ و هم در میان مهاجران نروژی در ایالات متحده بودند. وی پنج بار نامزد دریافت جایزه نوبل ادبیات شد.
او با رمان‌های آخرین وایکینگ‌ها (۱۹۲۱) و آدم‌های کنار دریا (۱۹۲۹) مشهور شد که هردو از نظر مفهوم حماسی و سرشار از قطعات توصیفی‌اند. شهرت بویر در جهان انگلیسی‌زبان با رمان گرسنگی شدید(۱۹۱۶) تثبیت شد. رمان مهاجران (۱۹۲۴) را نیز دربارهٔ مهاجران نروژی در آمریکا نگاشت.